# Esslingen am Neckar
Esslingen am Neckar je mesto z okoli 90.000 prebivalci, sedež okrožja v regiji Stuttgart v zvezni deželi Baden-Württemberg v južni Nemčiji.
Mesto leži ob reki Neckar, približno 14 kilometrov jugovzhodno od Stuttgarta. Regije, ki obkrožajo mesto Esslingen, so tudi najrazvitejše.
Esslingen je bil svobodno cesarsko mesto kar nekaj stoletij, dokler ni bil leta 1802 priključen Württembergu.

## Geografija

### Lega
Esslingen leži v ozkem delu doline reke Neckar, jugovzhodno od Stuttgarta. Reka prečka mesto od jugovzhoda do severozahoda, severno od nje je staro mesto. Reka je zajezena, od leta 2011 je na njej hidroelektrarna. Na vzhodu sega do Schurwalda in na jugu do vznožja pri ravnini Filder.
Mesto leži na nadmorski višini 230 do 498 metrov v dolini reke Neckar.

### Raba tal
Esslingen ima površino 4643 hektarjev. Od tega je 1193 hektarjev gozdov in 112 voda. Na 93 hektarjih gojijo vinograde, ki so del vinorodne dežele Württemberg. 1662 hektarjev je pozidano zemljišče, na katerem živi okoli 90.000 prebivalcev, preostalo so ulice, trgi, ceste in železnice.

### Upravna delitev
Mesto sestavlja 24 četrti:
Berkheim, Brühl, Hegenberg, Hohenkreuz, Innenstadt, Kennenburg, Kimmichsweiler/Oberhof, Krummacker, Liebersbronn, Mettingen, Neckarhalde, Oberesslingen, Obertal, Pliensauvorstadt, Rüdern, Zerah, Sankt Bernhardt, Sirnau, Sulzgries, Wäldenbronn, Weil, Wiflingshausen, Zell, Zollberg.
K Esslingenu spada tudi eksklava Stadtwald Esslingen am Neckar Stiftswald v mestni četrti Stuttgart.

## Zgodovina

### Prazgodovina
Imamo arheološke dokaze, da je bilo območje sedanjega mesta naseljeno že v neolitiku. Sledovi poselitve na območju mestne cerkve segajo v leto  1000 pr. n. št.

### Rimsko obdobje
V 1. stoletju n. št. je regija Esslingen postala del rimskega imperija. Na območju Oberesslingen so imeli rimsko skladišče. Najbližji večji rimski naselbini in garniziji sta bili Cannstatt in Köngen.

### Srednji vek
Iz porimskega obdobja v dolini Neckar v Esslingenu ni zgodnjealemanskih odkritij, so pa v Filderju. Najdbe iz Rüderna kažejo bogat grob z vzhodnimi vplivi, kot je skupina treh krilatih puščic. Ime s končnico -ingen označuje osebe v kraju, moški z imenom Hezzilo ali Hetsilo je imel vplivno vlogo kot lastnik ali glava družine. To ime skupaj z "-ingen" je dalo ime naselja in nato mesta.
V 6. stoletju so si frankovski vladarji Merovingi pod kraljem Klodvikom I. podredili Alemane, vendar pa so Alemani tudi pod frankovsko nadvlado prevzeli upravne naloge in oblikovali vojvodino v frankovski državi. V 8. stoletju so poskušali ponovno vzpostaviti samostojno oblast. Poskus leta 746 v Cannstattu ni uspel. S krvavim zatrtjem je bilo konec alemanske vojvodine.
Esslingen se prvič omenja leta 777 kot Ezelinga v oporoki opata Fulrada iz Saint-Denisa (blizu Pariza), kaplana Pipina in Karla Velikega. Opat je v Esslingen prinesel kosti svetega Denisa in je zaradi tega postal cilj romarjev. S tem je omogočil rast kraja.
Okoli leta 800 je Esslingen postal trg – tržne pravice so bile potrjene leta 866. V letih 949 do 953 je bil v lasti Liudolfa, švabskega vojvode. Barbarosa je leta 1181 kraju dodelil naslov cesarsko mesto. 30. decembra 1213 je cesar Friderik II. podelil mestno cerkev svetega Dionizija stolničnemu kapitlju v Speyerju.
Esslingen je dobil mestne pravice leta 1229, podelil mu jih je cesar Friderik II. V 13. stoletju so začeli graditi številne velike zgradbe. Zgrajen je bil most čez reko Neckar, ki je pripomogel, da je mesto postalo glavno središče za trgovino med Italijo, Švico in severno Nemčijo. Mostnina in sejmi so omogočili nadaljnjo rast mesta, prav tako pa tudi izvoz cenjenih vin iz regije. V 13. stoletju je bila v zgodnjegotskem slogu zgrajena tudi katoliška cerkev svetega Pavla, najstarejša ohranjena cerkev ubožnega reda v Nemčiji.
V obdobju med 13. in 16. stoletjem je bilo veliko sporov med svobodnim cesarskim mestom in grofi Württemberškimi (pozneje vojvodino Württemberg). Približno polovica prebivalstva je zaradi lakote ali epidemij umrla v tridesetletni vojni med letoma 1618 in 1648. Esslingen je izgubil svojo neodvisnost kot cesarsko mesto v letih 1802 in 1803, ko je postal del vojvodine Württemberg.

#### Most čez  reko Neckar
Zgrajen je bil med letoma 1213 in 1286, znan tudi kot zunanji most: Bil je kamnit s tremi stolpi in v tistem času eden največjih mostov v Nemčiji. Srednji stolp je bil porušen leta 1819, zunanji stolp pa leta 1837. Po vojni je bil triločni kamniti most nadomeščen z 52 m dolgimi jeklenimi nosilci na območju novozgrajenega kanala. Prejšnji most z 12 oboki ima danes le 5 obokov. Novi most delno odstopa od vzdolžne osi in nato preide na preostali stolp.
Pliensaubrücke zdaj uporabljajo le kolesarji in pešci. Dolg je 200 m. .

### 19. stoletje do danes
Na začetku 19. stoletja se je začela industrializacija. Izdelava rokavic, predelava hrane, tekstilna in kovinska industrija so bile med prvimi v Esslingenu. 20. novembra 1845 je od Cannstatta do Esslingena pripeljal prvi vlak.
Esslingen so aprila 1945 zasedli ameriški vojaki, proti koncu druge svetovne vojne. Med vojno mesto ni bilo močno poškodovano, zato je srednjeveška narava središča mesta večinoma ohranjena.
Po drugi svetovni vojni se je v Esslingen priselilo okoli 47.000 ljudi, večinoma beguncev in razseljenih oseb iz Vzhodne Nemčije. V Oberesslingenu in Zollbergu so bile zgrajene nove stanovanjske soseske.
Leta 1973 se je okraj Nürtingen združil z Esslingenom, ki je postal sedež precej razširjenega okrožja.

## Izobraževanje
Mesto je sedež univerze uporabnih znanosti (nemško Hochschule Esslingen). Znana je po strojništvu in strokovnih predmetih iz avtomobilizma, pa tudi treh mednarodnih magistrskih programih (MBA – International Industrial Management, [3] MEng – Automotive Systems, [4] MEng – oblikovanje in razvoj avtomobilske industrije in strojništva) [5] s podiplomskim študijem, poučujejo v angleškem jeziku.

## Pobratena mesta
Pobraten je z več mesti:
| - Vienne, Isère, Francija - Neath Port Talbot, Wales - Videm, Italija - Norrköping, Švedska - Schiedam, Nizozemska | - Sheboygan, Wisconsin, ZDA - Velenje, Slovenija - Maladzyechna, Belorusija - Eger, Madžarska - Piotrków Trybunalski, Poljska |

## Pomembni ljudje
- Wilhelm Christian Hochstetter (1825–1881), botanik, univerzitetni vrtnar in inšpektor botaničnega vrta v Tübingenu;
- Ferdinand von Hochstetter (1829–1884), geograf, geolog in naravovarstvenik;
- Emil von Kessler (1813–1867), ustanovitelj tovarne lokomotiv (Maschinenfabrik Esslingen);
- Georg Christian von Kessler (1787–1842), ustanovitelj še vedno delujoče vinske kleti za penino – Kessler Sekt;
- Hermann Kurz (1813–1873), pesnik, pisatelj in prevajalec, oče Isolde Kurz;
- Julius Motteler (1838–1907), vodilni član zgodnjega nemškega delavskega gibanja.